# Marca própria
A marca própria (português brasileiro) ou marca branca (português europeu), também conhecida como marca de distribuidor (MDD), é aquela que pertence a um distribuidor e que é comercializada em exclusiva através das suas lojas ou as da rede do grupo.

## Origem e evolução
A primeira marca de distribuidor foi a Sansbury's, criada na Inglaterra em 1869. Mas o verdadeiro impulso da MDD produziu-se nos anos 1950 e 1960 em vários países da Europa. No cenário difícil da pós-guerra, o varejo começou a explorar um modelo de negócio consistente em ofertar um grande leque de produtos a preço reduzido. Normalmente, os artigos exibiam uma embalagem austera com apenas as informações imprescindíveis. O prestígio da bandeira era a garantia de qualidade das mercadorias. Cabe citar como exemplo Migros na Suiça; Aldi, na Alemanha; Casinó e Carrefour, na França; e Marks & Spencer, na Inglaterra.  
A partir dos anos 1970 o fenômeno das marcas próprias se internacionalizou. A evolução do varejo trouxe uma grande diversidade de formatos de loja. O sucesso dos auto-serviços de grande desconto fez com que as marcas próprias atingissem um grande desenvolvimento, como ocorreu com Pingo Doce e DIA em Portugal. Mas, ao mesmo tempo, outros varejistas introduziram estratégias comercias nas quais a MDD adquiriam novas formas. Os objetivos eram outros, mesmo sem questionar o predomínio das marcas de fabricante nas suas gôndolas, as novas linhas de marca própria viraram concorrentes das marcas líderes oferecendo um produto parecido, mas também abriram novos espaços com artigos premium e de necessidades especiais (sem glútem, orgânicos). Neste sentido, temos os exemplos de Casinó, no Brasil, e Carrefour, no Brasil e Portugal. Na atualidade, as marcas próprias estão no mundo inteiro, mas a presença delas é maior na Europa, onde países como Espanha, Alemanha, Reino Unido e Suíça tem uma fatia de mercado maior que 40% e muitos outros ultrapassaram 20%. Na América no Norte também têm uma boa implantação. Em 2014, a MDD tinha uma fatia de 18,4% em Canadá e 17,5% nos EUA. Na América do Sul, as marcas próprias apresentam um desenvolvimento menor, com 8% em média em 2016, tendo o Brasil no último lugar com aproximadamente 5% de fatia. Por último, a penetração da MDD na Ásia é muito baixa, 4,2 em média em 2016.
MDD, países com maior fatia de mercado na Europa em 2018

## Marca
Muitas vezes, o lojista vende os produtos com o nome do estabelecimento. É o exemplo de DIA, El Corte Inglés ou Pingo Doce. Também pode adicionar um sobrenome mais ou menos ligado à categoria do produto, como Carrefour Kids ou Pingo Doce Pura Vida. Mas a diversificação do negócio levou a muitas organizações a criar marcas que não referem o nome do estabelecimento, como ocorre com Skino, Ultra Pro e Home 7 (Pingo Doce); Basic e Belli (Lidl); ou Taeq, Qualitá e Casinó (Pão de Açúcar).

## Produção
Em geral, os distribuidores não fabricam os produtos das suas marcas, senão que externalizam a sua produção. A maioria da produção é encomendada a empresas pequenas ou médias. Muitas delas se especializam em trabalhar em exclusiva para os varejistas (um ou mais de um). Outras alternam a fabricação de marcas de distribuidor com a produção da sua própria marca de fabricante, normalmente segundas marcas. Já no caso das marcas líderes, apenas uma minoria produz também marcas de distribuidor. Em geral, evitam fazê-lo por motivos de estratégia comercial, além das MDD serem concorrentes diretos, temem que a sua imagem fique desvalorizada. Em 2013, um informe da Esade Brand revelou que só 9% dos fabricantes líderes que atuam na Espanha dividiam a produção das suas marcas com a de marcas de distribuidor, mas evitavam trabalhar para eles em categorias em que são líderes.

## Tipos de marca própria
Desde o início, em que a marca de distribuidor estava focada em produtos de primeira necessidade – arroz, feijão, açúcar, etc., as marcas próprias diversificaram muito o produto. Embora seja difícil estabelecer uma classificação, pois nos últimos anos apareceram linhas de produtos complexos de enquadrar, em geral se admitem 4 tipos: 
- Linha genérica: produtos de grande consumo que não possuem valor agregado e que têm preço baixo, normalmente com apresentação simples e austera. Nos anos 1960 era comum que a cor da embalagem fosse branca, por causa disso estes artigos eram chamados de marca branca, termo muito usado na Espanha e Portugal.
- Marca própria: produtos que buscam concorrer com as marcas líderes, mas com um menor preço. A sua apresentação é mais cuidada. Com frequência tem uma embalagem parecida como os produtos de marca de fabricante.
- Premium: produtos selecionados, dirigidos a fregueses que buscam uma qualidade superior e não se importam muito com o preço.
- Linhas especiais: produtos que têm como foco demandas emergentes ou necessidades especiais, como orgânicos, sem glútem, produtos regionais, etc.[4]

## As marcas próprias em Portugal
Em 2018, a fatia de mercado das marcas brancas em Portugal era 30%, o que expressa um aumento de 25% em 20 anos. As marcas próprias são bem sucedidas em mercearia, frescos e higiene, mas ultimamente os produtos saudáveis e os de higiene têm destaque. As MDD tiveram uma maior adesão dos portugueses nos anos posteriores à crise do 2008 e, quando esta declinou, muitos deles já tinham virado fieis. As principais empresas que trabalham com MDD são Lidl, Pingo Doce, Aldi, Minipreço, Aucham, Continente, Intermarché, Mercadona e El Corte Inglés.

## As marcas próprias no Brasil
Em 2018, a marca própria no Brasil tem uma participação algo inferior a 5%, a menor da América do Sul. O principal motivo deste fraco desempenho é a grande concentração desse segmento nas grandes redes varejistas. Apenas os quatro líderes em faturamento, Carrefour, Pão de Açúcar, Walmart (BIG) e Cencosud (GBarbosa), apresentam um desenvolvimento notável das suas marcas próprias. Em 2011, 163 organizações, entre varejistas e atacadistas, possuíam marca própria. Mas para os grupos regionais é difícil desenvolver marca própria porque o número de lojas da maioria deles é relativamente pequeno. Além disso, existem dificuldades estruturais: logística deficiente, falta de fornecedores com boa capacidade produtiva e muitos varejistas carecem de experiência em gestão de marcas.
Produtos básicos como papel higiênico, feijão, leite asséptico, óleos para cozinhar, açúcar e arroz são os mais vendidos.